# La Forêt d'émeraude
Pour plus de détails, voir Fiche technique et Distribution.
La Forêt d'émeraude (The Emerald Forest) est un film britannique réalisé par John Boorman et sorti en 1985. Il met en scène Powers Boothe, Meg Foster et Charley Boorman dans les rôles principaux.
Le film raconte l'histoire d'un jeune Américain, kidnappé par une tribu indigène de la jungle amazonienne. L'intrigue serait inspirée d'une histoire vraie, bien que l'exactitude de cette affirmation ait été contestée. Le film est projeté — hors compétition — en clôture du festival de Cannes 1985.

## Synopsis
Bill Markham est un ingénieur américain venu construire un barrage hydraulique en bordure de la forêt amazonienne. Il s'installe avec son épouse Jean et leurs enfants Heather et Tommy. Ce dernier, âgé de 7 ans, est un jour enlevé tout près du chantier par une tribu d'indigènes locaux, les Invisibles. Dix ans plus tard, la construction du barrage est achevée. Bill et son épouse n'ont pas cessé de chercher leur fils, en vain.
Sous le nom de Tomme, Tommy a été élevé par la tribu selon leur culture. Devenu un jeune homme, il doit passer un rite de passage pour devenir un adulte. Pour cela, il doit partir seul dans la forêt afin d'y chercher des pierres dont la boue extraite permet à son clan d'être invisible. Les Invisibles sont par ailleurs menacés par une tribu ennemie, les Féroces, ainsi que par la déforestation favorisée par le barrage.

## Fiche technique
Sauf indication contraire, les informations mentionnées dans cette section peuvent être confirmées par la base de données cinématographiques IMDb,  présente dans la section « Liens externes ».
- Titre français : La Forêt d'émeraude
- Titre original : The Emerald Forest
- Réalisation : John Boorman
- Scénario : Rospo Pallenberg, d'après un article de Leonard Greenwood
- Musique : Brian Gascoigne et Junior Homrich
- Photographie : Philippe Rousselot
- Montage : Ian Crafford
- Décors : Simon Holland
- Costumes : Clovis Bueno et Christel Kruse Boorman
- Production : John Boorman, Michael Dryhurst et Edgar F. Gross
- Société de production : Christel Films
- Distribution : Embassy Pictures (Etats-Unis), AMLF (France)
- Pays de production :  Royaume-Uni
- Format : Couleurs - 1,85:1 - Dolby - 35 mm
- Genre : aventures, drame
- Langues originales : langue native amazonienne (fictive), anglais, portugais
- Durée : 110 minutes
- Dates de sortie[1] : 
  - France : 20 mai 1985 (festival de Cannes)
  - France : 26 juin 1985
  - Royaume-Uni : 23 août 1985

## Distribution
- Powers Boothe (VF : Patrick Floersheim) : Bill Markham
- Charley Boorman : Tommy, le fils de Bill
- Ruy Polanah : Wanadi, le chef des "Invisibles"
- Meg Foster (VF : Béatrice Delfe) : Jean Markham, l'épouse de Bill
- Dira Paes : Kachiri, l'élue de Tommy
- Eduardo Conde : Uwe Werner, le photographe
- William Rodriguez : Tommy enfant
- Estee Chandler : Heather Markham, la fille de Bill
- Yara Vaneau : Heather enfant
- Ariel Coelho : Padre Leduc
- Peter Marinker : Perreira
- Mario Borges : Costa
- Gracindo Júnior : Carlos
- Arthur Muhlenberg : Rico

## Production

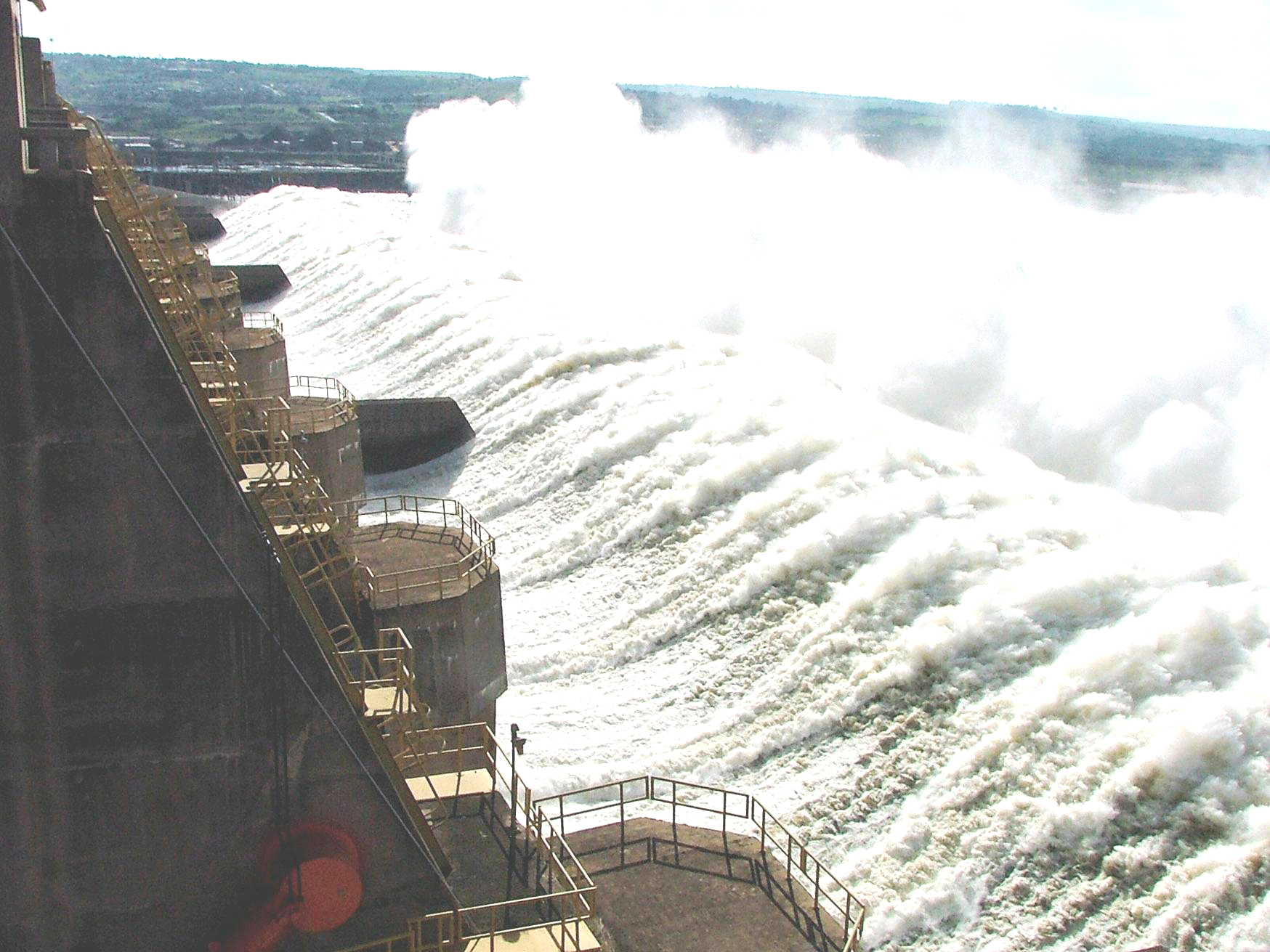
Le barrage de Tucuruí

### Genèse et développement
Le film est tiré d'une histoire, découverte par le scénariste Rospo Pallenberg dans un article de Leonard Greenwood paru dans le Los Angeles Times en octobre 1972, celle d'un bûcheron péruvien dont le fils aurait été enlevé par des Indiens vers Iquitos. Selon l'article, le père avait retrouvé son fils onze ans plus tard au bord d'un affluent du Javari au Brésil, mais le fils, âgé de 21 ans et devenu chef, avait refusé de quitter son peuple adoptif. Aucune confirmation de cette histoire n'a été retrouvée. Le scénariste a pu aussi s'inspirer de l'histoire de Manuel Córdova-Ríos, enlevé à l'âge de quinze ans par une tribu amazonienne chez qui il est resté pendant sept ans. De retour, il était devenu un guérisseur expert de l'ayahuasca. Découvert par un Américain, Frank Bruce Lamb, il coécrit avec lui plusieurs livres : Wizard of the Upper Amazon (1971, traduit Un sorcier dans la forêt du Pérou, 1996), Rio Tigre and Beyond (1985, traduit Au-delà du rio Tigre, 1997) et Kidnapped in the Amazon Jungle (1994).

### Attribution des rôles
Pour le rôle de Tommy, le fils de Bill Markham, le réalisateur John Boorman souhaite initialement engager C. Thomas Howell. Mais l'acteur est indisponible. John Boorman se tourne alors vers son propre fils, Charley Boorman.

### Tournage
Le tournage a lieu au Brésil : à Belém, Rio de Janeiro et São Paulo et sur le chantier du barrage de Tucuruí (État de Pará). Quelques scènes sont tournées au Royaume-Uni : à Spilsby dans le Lincolnshire et dans les Twickenham Film Studios.
Dans une interview donnée à la Cinémathèque française en 2012, le chef opérateur Philippe Rousselot raconte l'expérience fatigante qu'était celle du tournage en Amazonie. Les conditions de tournage (chaleur, humidité, intensité des scènes...) semblaient difficiles pour l'équipe technique, tout comme l'installation électrique peu évidente dans ce genre de contrées. Le réalisateur John Boorman était quant à lui d'une grande exigence, ce qui a notamment créé un froid avec le chef décorateur pour une question de dimensions d'un décor, apparemment trop larges.

## Accueil
Le film reçoit des critiques globalement positives. Sur l'agrégateur américain Rotten Tomatoes, il récolte 81% d'opinions favorables pour 16 critiques et une note moyenne de 7,16⁄10. Le film reçoit notamment une bonne critique du New York Times et est décrit comme « fascinant et richement atmosphérique ». Paul Attanasio du Washington Post écrit quant à lui une critique négative en écrivant notamment que c'est un « long et poussif hommage à la figure du noble sauvage » et pense que film est davantage un « reportage de National Geographic » plutôt qu'un vrai film.
Côté box-office, le film enregistre 24 468 550 $ de recettes aux Etats-Unis et au Canada. En France, le film connait un joli succès avec 2 652 685 entrées, soit le 12e meilleur résultat du box-office français de 1985.

## Distinctions
- British Academy Film Awards 1986 : nomination au prix de la meilleure musique, meilleure photographie et meilleurs maquillages et coiffures, lors des BAFTA Awards 1986.
- César 1986 : nomination au César de la meilleure affiche (Zorane Jovanovic) en 1986.